# André Blanc-Lapierre
André Joseph Lucien Blanc-Lapierre (* 7. Juli 1915 in Lavaur (Tarn); † 14. Dezember 2001 in Châtenay-Malabry) war ein französischer Mathematiker und Physiker.
Blanc-Lapierre studierte an der École normale supérieure (Paris) und befasste sich unter dem Physiker Georges Bruhat mit der Theorie des Schrotrauschens mit Anwendung auf Messung und Verstärkung kleiner Photoströme, was zu seiner ersten Dissertation 1944 führte. Seine mathematischen Behandlung des Themas führte bald darauf 1945 zu seiner Promotion in Mathematik bei Robert Fortet an der Sorbonne (Sur certaines fonctions aléatoires stationnaires et applications à l'étude des fluctuations dues à la structure électronique de l'électricité). 1950 bis 1961 war er Professor für Physik in Algier. In dieser Zeit dehnte er wahrscheinlichkeitstheoretische Methoden wie Korrelationsfunktionen auch in die Optik aus (was erst später im Rahmen der Laserphysik Standard wurde).  Danach leitete er in Orsay das Teilchenbeschleunigerlabor als Nachfolger von Hans Halban und war maßgeblich am 600 MeV  Elektron-Positron Collider (A.C.O.) in Orsay beteiligt (die Realisierung übertrug er Pierre Marin, ab 1963). Er lud auch den Blasenkammer-Experten André Lagarrigue in sein Labor in Orsay ein, der durch die Gargamelle Kollaboration am CERN bekannt wurde. Zuletzt war er Direktor der École supérieure de l'électricité (SupElec). 
Er befasste sich mit stochastischen Prozessen mit Anwendungen in der Elektronik, statistischer Mechanik, Informationstheorie und Signaltheorie, Beschleuniger-Technologie, Photozellen-Verstärkern und Radar. Sein Buch über stochastische Prozesse mit Fortet wurde in mehrere Sprachen übersetzt.
Er war Mitglied der Académie des Sciences (ab 1970, 1985/86 war er deren Präsident) und der Päpstlichen Akademie der Wissenschaften (1978). Er war Großoffizier des Ordre national du Mérite (1989) und der Ehrenlegion (1992), 1969 Präsident des Comité Français de Physique und 1971 der Société Française des Electriciens und 1981 der Société Française de Physique. 1987 bis 1990 war er Präsident des Conseil Supérieur de la Sûreté et de l’Information Nucléaires.

## Schriften
- mit R. Fortet: Théorie des fonctions aléatoires: applications à divers phénomènes de fluctuation, Paris: Masson 1953 (Avec un chapitre sur la mécanique des fluides par J. Kampé de Fériet, Vorwort Georges Darmois)
  - Englische Übersetzung: Theory of random functions, Band 1, Gordon and Breach 1967
- mit Bernard Picinbono: Propriétés statistiques du bruit de fond, Paris: Masson 1961
- mit G. Bonnet u. a.: Modèles statistiques pour l'étude de phénomènes de fluctuations, Masson 1963